# Сталинградская битва (музей-заповедник)
Музей-заповедник «Сталинградская битва» — музейный комплекс в Волгограде.

## История создания
Музей-заповедник «Сталинградская битва» ведёт свою историю от Музея обороны Царицына имени товарища Сталина, открытого 3 января 1937 года. В январе 1943 года он был реорганизован в Музей обороны Царицына — Сталинграда имени товарища Сталина, а в 1962 году, в связи с преодолением последствий культа личности Сталина и переименованием Сталинграда в Волгоград — в Волгоградский государственный музей обороны. 31 мая 1982 года он был преобразован в Волгоградский государственный музей-панораму «Сталинградская битва» и размещён в новом здании, построенном по проекту института «Волгоградгражданпроект». Автором проекта стал Вадим Масляев — главный архитектор Волгограда.

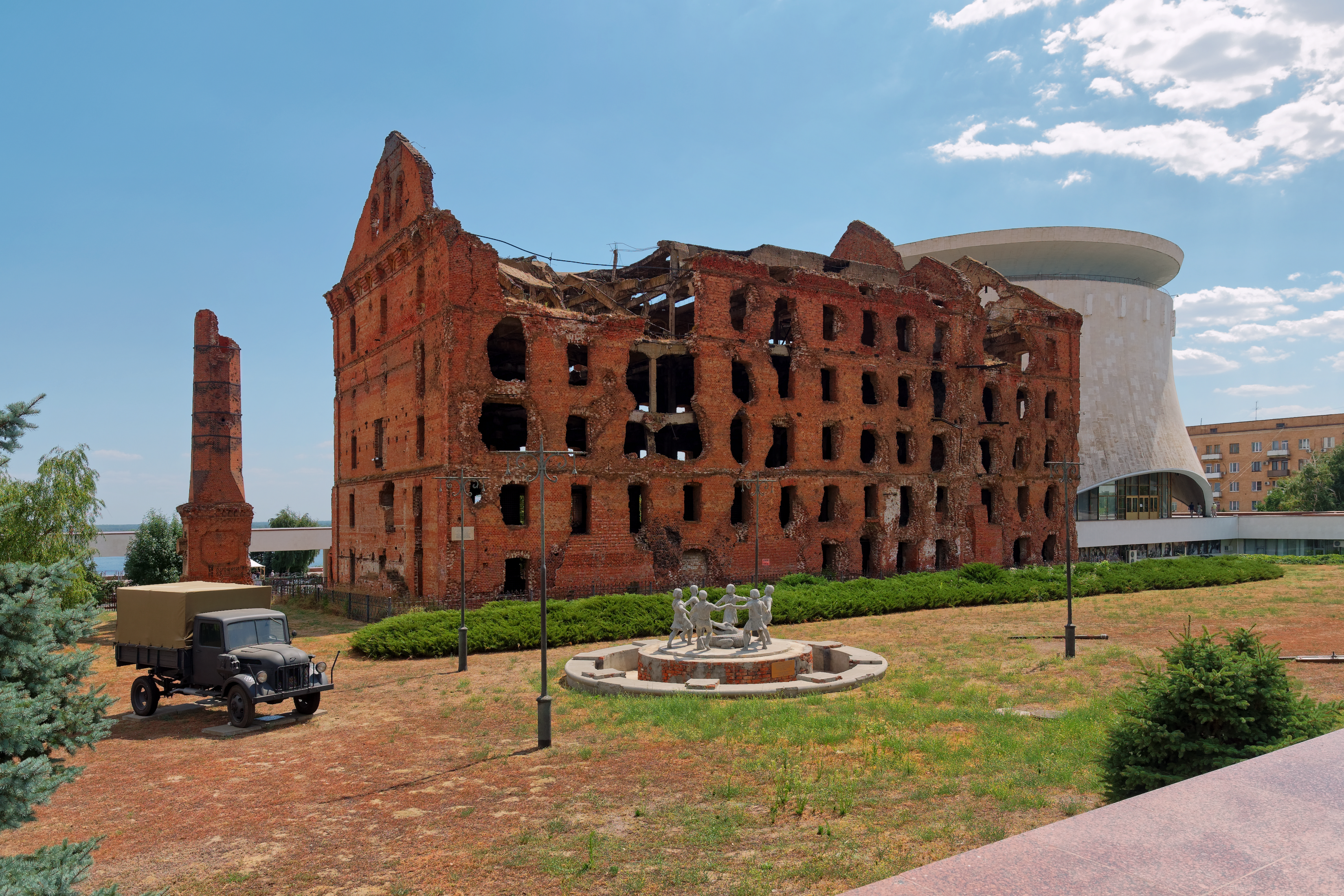
Реплика фонтана «Бармалей» около здания музея-панорамы «Сталинградская битва»

Мемориально-архитектурный комплекс музея-панорамы «Сталинградская битва» состоит из двух уровней: в первом уровне находятся музей «Сталинградская битва», фондохранилище, административная часть музея-заповедника, второй уровень полностью занимает круговая панорама «Разгром немецко-фашистских войск под Сталинградом». Рядом находятся руины мельницы им. К. Грудинина, оставленные как память о жестокости боёв. Под открытым небом размещается постоянная экспозиция образцов военной техники, памятник морякам Волжской военной флотилии, на территории комплекса находится памятник мирным жителям Сталинграда и памятник полководцу Г. К. Жукову.
Открытие панорамы состоялось 8 июля 1982 года, музей «Сталинградская битва» был открыт спустя три года, 6 мая 1985 года, в канун 40-летия Победы.
Постановлением Администрации города Волгограда № 199-5 от 1 июля 1993 года «Об открытии Волгоградского мемориально-исторического музея» в старом здании музея на ул. Гоголя была открыта экспозиция, посвящённая событиям Гражданской войны в районе Царицына.
Постановлением Главы Администрации Волгоградской области от 19 ноября 2001 года «Историко-мемориальный комплекс „Героям Сталинградской битвы“ на Мамаевом кургане» получил новый статус, став государственным учреждением культуры.

В августе 2007 года путём объединения музея-панорамы «Сталинградская битва» и историко-мемориального комплекса «Героям Сталинградской битвы» на Мамаевом кургане был образован государственный историко-мемориальный музей-заповедник «Сталинградская битва»

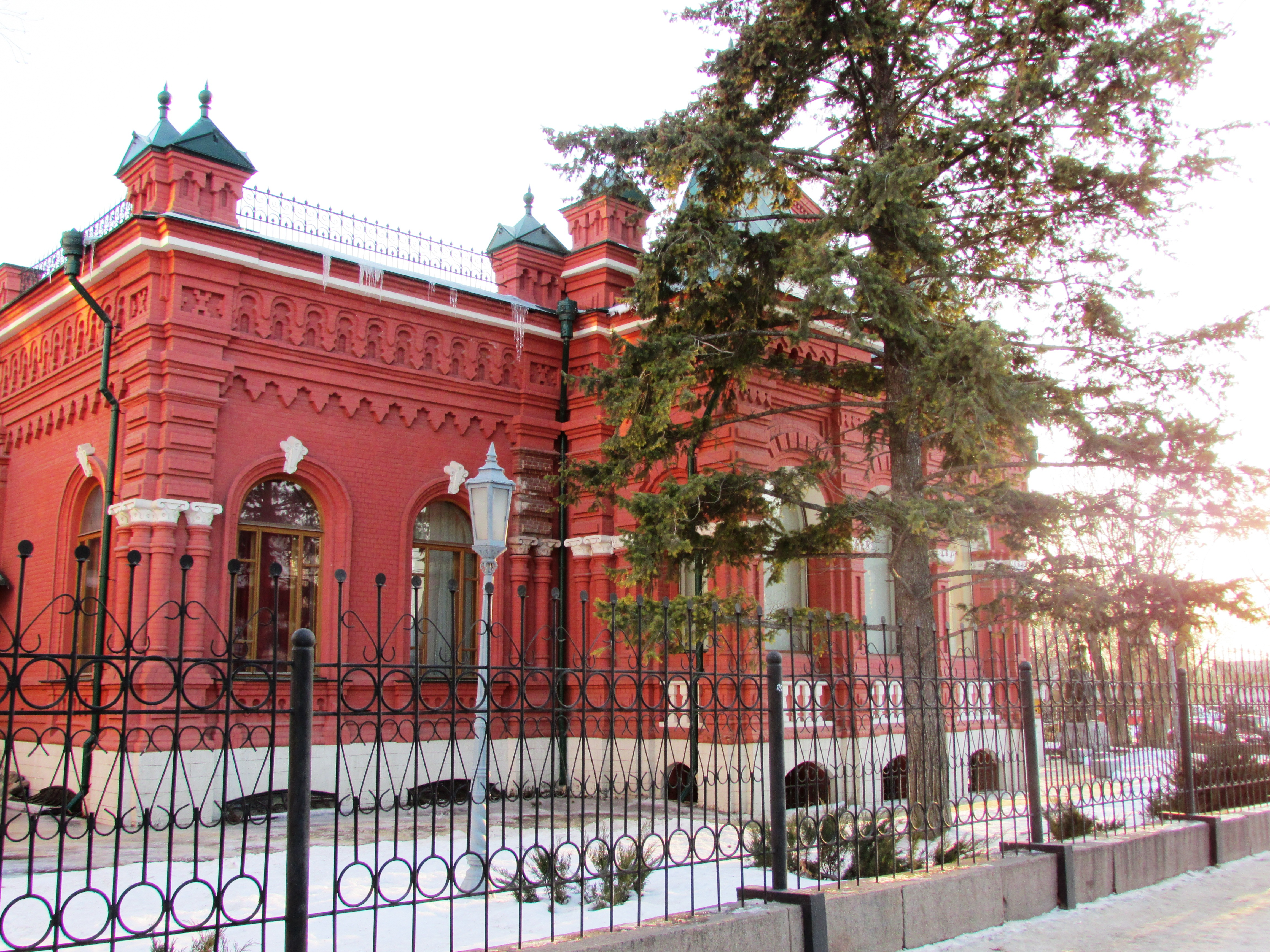
Мемориально-исторический музей — отдел музея-заповедника «Сталинградская битва»

В январе 2008 года Распоряжением Правительства Российской Федерации музей-заповедник «Сталинградская битва» был включён в перечень федеральных учреждений культуры и отнесён к ведению Роскультуры. В декабре 2011 года Указом Президента РФ музей был отнесён к особо ценным объектам культурного наследия народов Российской Федерации.
30 июня 2011 года в пресс-центре «Победа» состоялась пресс-конференция на тему «Музеефикация исторической зоны центрального универмага». В декабре 2010 года территориальное управление Росимущества по Волгоградской области обратилось к руководству музея-заповедника «Сталинградская битва» с просьбой рассмотреть возможность передачи подвального помещения Центрального универмага общей площадью 1198 м². для последующей его музеефикации. Руководство музея-заповедника, получив принципиальное согласие Министерства культуры РФ на закрепление указанных площадей на праве оперативного управления музеем, дало положительный ответ на ходатайство Росимущества. Процесс передачи указанных площадей музею-заповеднику осложнялся нежеланием занимающих их предпринимателей выполнять принятые в их отношении судебные решения. В мае 2012 года музей «Память» был включён в состав Музея-заповедника «Сталинградская битва».

## Директора музея
- Алексеев Владимир Николаевич (октябрь 1936 — октябрь 1937[9])
- Хмельков Андрей Иванович (октябрь 1937 — 10 ноября 1949)
- Водолагин Михаил Александрович (11 ноября 1949—1951)
- Подлеснов Николай Осипович (1 января 1952 — 16 января 1957)
- Шевцова Надежда Михайловна (17 января 1956 — 23 декабря 1958)
- Денисов Григорий Иванович (25 декабря 1958 — апрель 1975)
- Смирнов Александр Сергеевич (2 апреля 1975 — июль 1981)
- Иванкин Анатолий Васильевич (15 июля 1981 — апрель 1988)
- Санкин Игорь Платонович (12 апреля 1988 — 2 февраля 1989, исполняющий обязанности директора)
- Подзоров Вадим Владимирович (3 февраля 1989 — 11 ноября 1992)
- Минеев Александр Николаевич (12 ноября — 10 декабря 1992)
- Усик Борис Григорьевич (11 декабря 1992—2008[10])
- Величкин Александр Иванович (2008[11] —2010[12])
- Васин Алексей Викторович (2010[13] — 2018[14])
- Дементьев Алексей Владимирович (5 сентября 2018[15] — н/в)

## Структура
На сегодняшний день Федеральное государственное бюджетное учреждение культуры «Государственный историко-мемориальный музей-заповедник „Сталинградская битва“» (как юридическое лицо) включает в себя ряд объектов:
- Музей-панорама «Сталинградская битва»
- Мемориальный комплекс «Героям Сталинградской битвы» на Мамаевом кургане
- Мемориально-исторический музей (Музей обороны Царицына)
- Памятник В. И. Ленину у входа в Волго-Донской судоходный канал
- Музей «Память» в подвале Центрального универмага

## Экспозиция

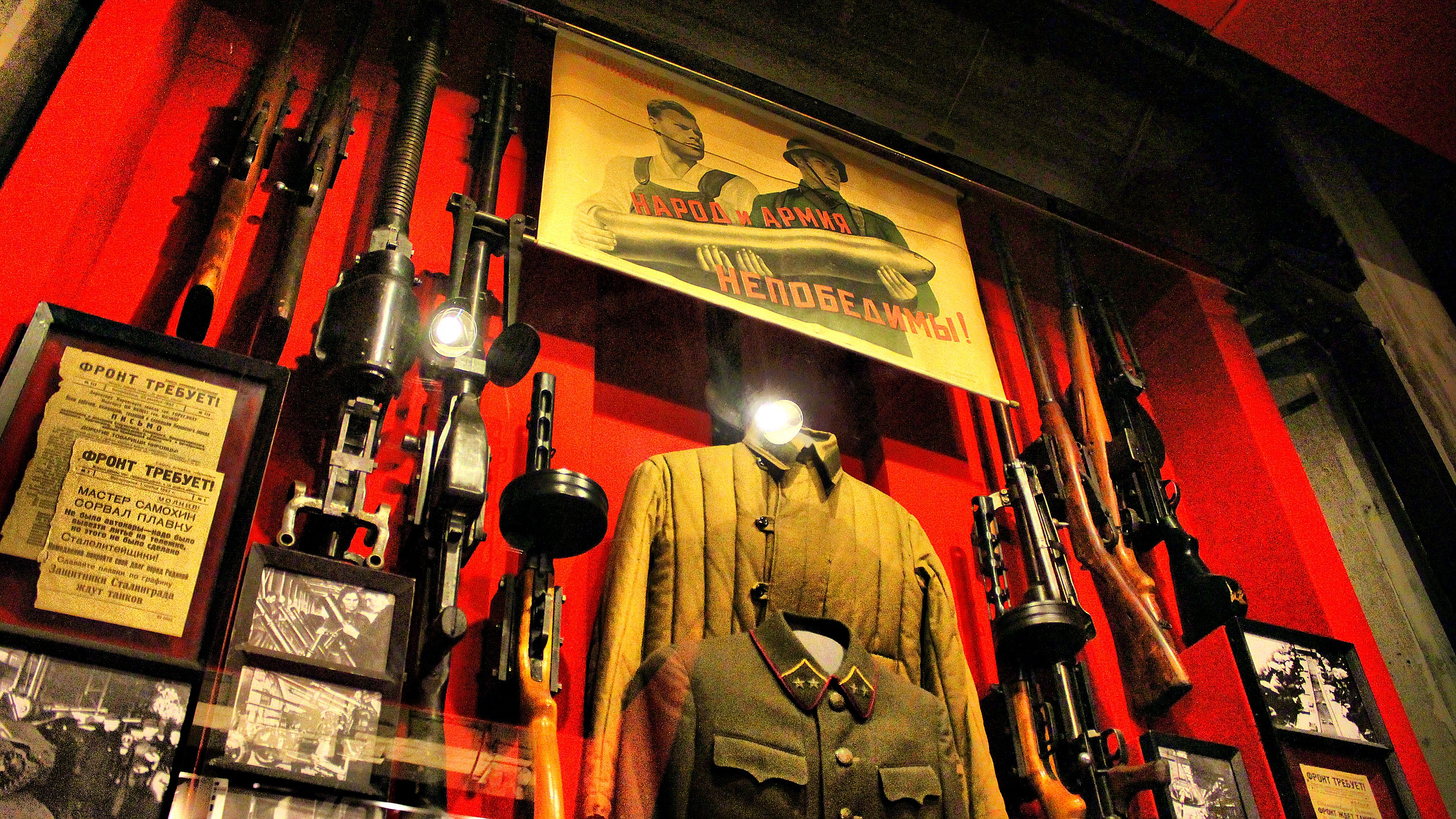
Часть экспозиции музея-панорамы «Сталинградская битва», посвящённая народному ополчению

Музей-панорама «Сталинградская битва» — основной объект заповедника, включает 8 тематических экспозиционных залов, триумфальный и панорамный залы. Среди наиболее известных экспонатов, представленных в основной экспозиции — Меч Сталинграда, снайперская винтовка Василия Зайцева, четыре тематические диорамы, посвящённые событиям Сталинградской битвы и панорама «Разгром немецко-фашистских войск под Сталинградом».

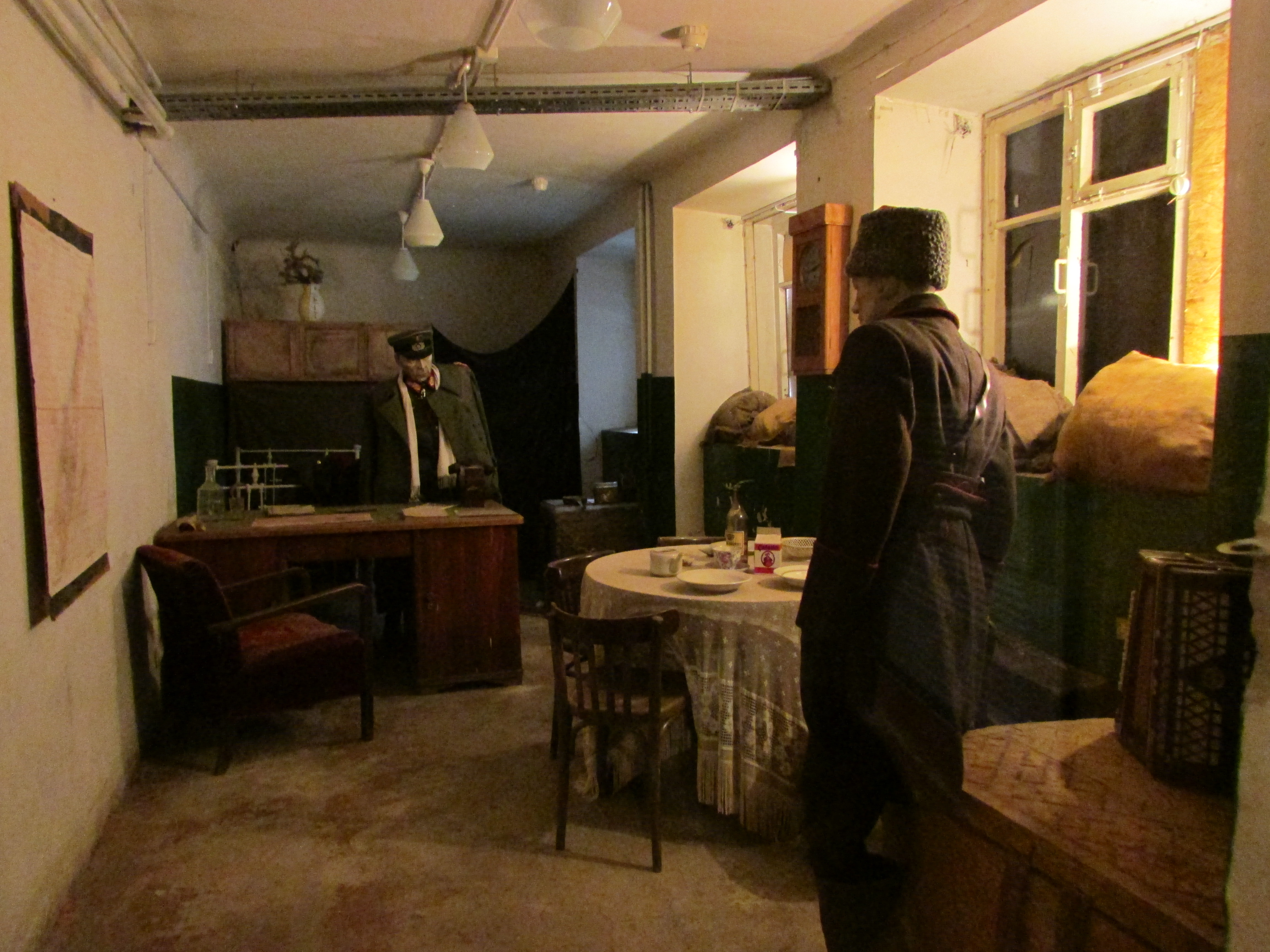
Часть экспозиции музея «Память» — отдела музея-заповедника «Сталинградская битва»

На территории музея-панорамы существует экспозиция советской военной техники периода Второй Мировой войны, в том числе танки и самоходные артиллерийские установки: ИС-2, ИС-3, ИСУ-152, Т-60 (на ходу), разрушенный танк-монумент Т-34-76. Рядом установлен участник локальных конфликтов танк Т-72, со следами попадания из гранатомёта. На северной стороне комплекса разместился мемориал военным железнодорожникам «Воинский эшелон». Восточнее пересечения улиц им. маршала Чуйкова и 13-й Гвардейской установлен макет самолёта Су-2. Юго-восточнее комплекса, у берега Волги, расположен ещё один музейный объект — бронекатер БК-13. В конце декабря 2012 года на территорию Мамаева кургана была перенесена экспозиция послевоенной техники СССР, а также два рабочих танка Т 34-85, которые участвуют в парадах и военно-исторических реконструкциях.
Музей «Память» располагается в подвале центрального универмага, экспозиция музея раскрывает события января 1943 года. В апреле 2018 года на средства Фонда президентских грантов в музее был реализован мультимедийный проект «Пароль Победы — Сталинград», предполагающий показ в одном из экспозиционных залов тематической видеоинсталляции.
Экспозиция Мемориально-исторического музея раскрывает события Гражданской войны на Юге России в 1917—1920 годах.

## Руины мельницы им. Грудинина
Мельница имени Грудинина (Гергардта) представляет типовое дореволюционное пятиэтажное здание мельницы, ставшее символом жестокости уличных боев в Сталинградской битве. Крыша здания уничтожена прямым попаданием авиабомб, видны следы многочисленных фронтальных попаданий артиллерийских снарядов. Буквально каждый квадратный метр наружных стен здания иссечен пулями и осколками. Сильно повреждена также и стоящая рядом труба.

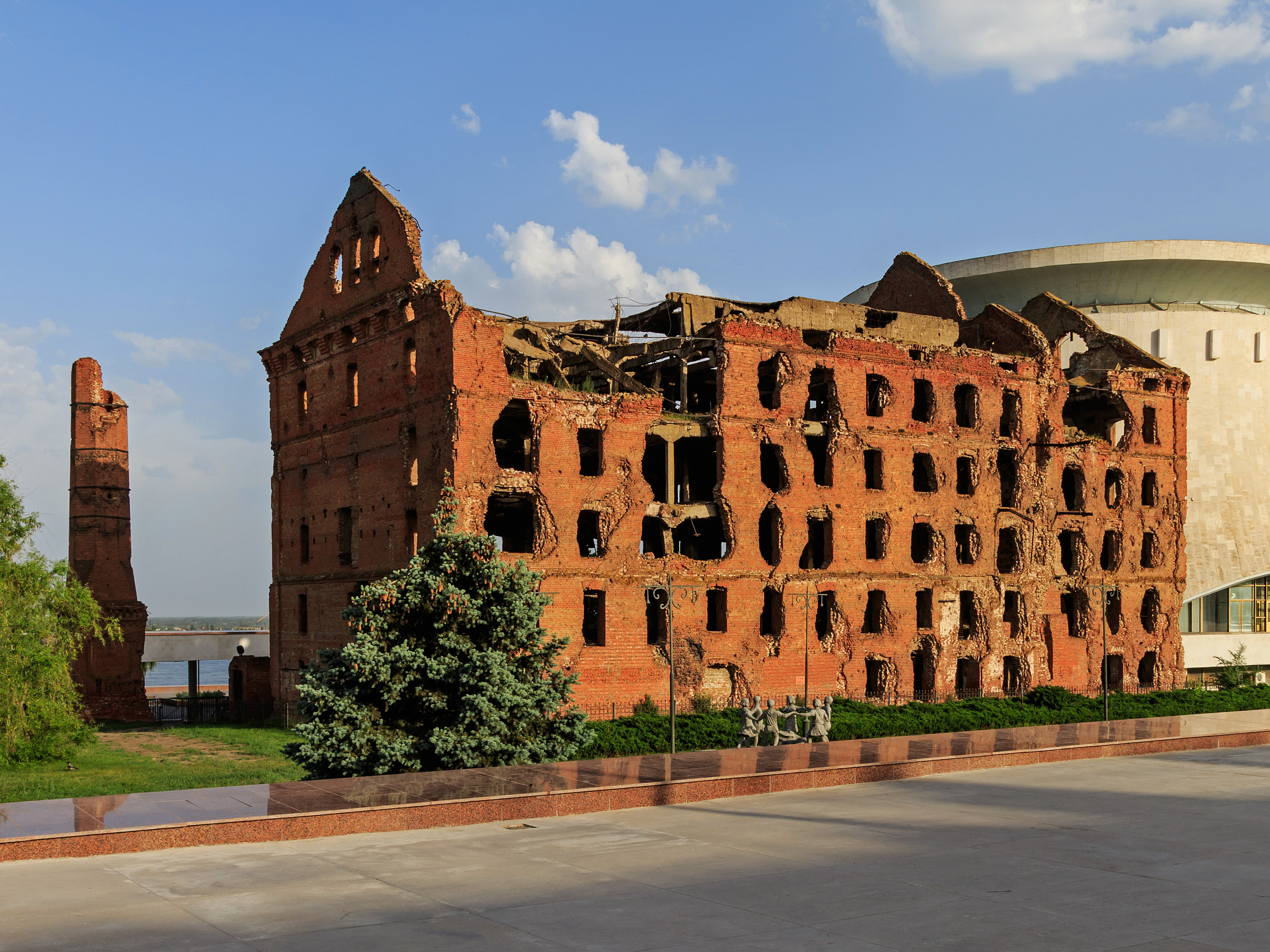
Руины мельницы им. К. Грудинина

Построенное в 1900 году и восстановленное после пожара в 1908 году, это здание было одним из самых современных для своего времени. При восстановлении мельницы был применен новый строительный материал железобетон. На территории мукомольного комплекса располагались мукомольный, рыбокоптильный, маслобойный, хлебопекарный цеха, собственный электрогенератор. На предприятии трудилось около 200 работников. Комплекс мельницы принадлежал торговому дому «А. Д. Гергардтъ и племянники». На фронтонах и восточном фасаде здания была выложена из кирпича фамилия владельцев, причём на фронтонах выше фамилии Гергардтъ также были выложены даты «1900».
В довоенное советское время производство было национализировано и стало называться Госмельница № 4. В 1929 году ей было присвоено имя Константина Грудинина, большевика, работавшего на мельнице токарем: он возглавлял партийную ячейку, которая вела борьбу с врагами советской власти; 26 мая 1922 года Грудинин был застрелен.
Мельница проработала до 14 сентября 1942 года, когда в здание попали фугасные бомбы, что вызвало пожар и остановку мукомольных работ. Во время боев в городской черте в дни Сталинградской битвы здание стало укрепленным пунктом-узлом обороны 42-го гвардейского стрелкового полка под командованием гвардии полковника Елина, входившего в состав 13-й Гвардейской стрелковой дивизии генерала-майора Александра Родимцева.

## Мероприятия
25 марта 2010 года в зале музея-панорамы состоялось заседание оргкомитета «Победа», в котором принял участие Президент РФ Дмитрий Анатольевич Медведев.
22 июня 2012 года в музее-панораме прошла презентация Волгограда в качестве претендента на проведения чемпионата мира по футболу.

## Строительство храма
В октябре 2010 года стало известно о том, что рядом с музеем-панорамой Волгоградская епархия планирует построить храм. Комитет по культуре Администрации Волгограда сообщает, что на месте бывшей клумбы, при входе в аллею, которая находится рядом с музеем-панорамой «Сталинградская битва», был установлен памятный крест, содержащий надпись: «В лето 2010 14 октября от рождества Христова установлен сей крест во знаменование строительства храма Покрова Пресвятой Богородицы по благословению митрополита Волгоградского и Камышинского Германа». Глава Волгограда Роман Гребенников поддержал проект: «Будущий храм и музей-панорама сочетаются великолепно. Храм — это место молитвы, музей — памяти, и никаких противоречий между этими понятиями нет». Но, несмотря на это, инициатива по строительству храма вызывала возмущение у местных жителей, поскольку строительство храма в непосредственной близости от их домов, помимо всего прочего, предполагало вырубку 700 м² зелёных насаждений. Недовольство было связано также и с тем, что строительство храма предполагалось в непосредственной близости от музея, что нарушило бы архитектурный замысел создателей музея-панорамы. Инициативная группа горожан отправила письменные обращения в различные инстанции, а также обратились непосредственно к Президенту России с просьбой разобраться в ситуации. В результате разбирательств решение о резервировании участка для строительства храма было отменено комитетом по градостроительству и архитектуре Волгограда. На месте предполагавшегося строительства установлена детская площадка.